# 巴黎围城战 (1870年—1871年)
巴黎围城战（法語：Siège de Paris）发生于1870年9月19日至1871年1月28日，以普鲁士王国为首的、诸多邦国组成的北德意志邦联和法国国防政府签订停战协议告终。这场围城战是普法战争的高潮，后者见证了法兰西第二帝国试图通过对北德意志邦联宣战这一手段来重申其对欧陆的主宰。由普鲁士王国主宰的北德意志邦联近来在1866年普奥战争取得的胜利引发了对法兰西作为欧陆主宰力量地位的质疑。在法国议会在1870年做出向普鲁士王国宣战的决定后，法兰西第二帝国很快在接下来的数月里在和德国的戰役中遭遇了一系列的失敗，从而引发了色当战役。它在1870年9月2日见证了法军的决定性失败和法兰西第二帝国皇帝拿破仑三世的被俘。
随着拿破仑三世的被俘，法兰西第二帝国政府土崩瓦解，法兰西第三共和国宣告成立，并暂时由国防政府领导。尽管德军在1870年9月19日到达并开始围攻巴黎，新的法国政府致力于战争的延续，导致了额外四个多月的斗争，在此之间巴黎持续处于被围状态。随着城市完全被围，巴黎驻军组织了三次失败的突围且德军在1871年1月开始了一种相对无效的炮击战役。作为对反响平平的炮击成果的回应，普鲁士人造出了大口径克虏伯重围城炮并于1871年1月25日将它投入围城战。随着德军更新过的火力，以及城内在巴黎人口和驻军间日益增长的饥荒和疾病，国防部准备在1871年1月28日与北德意志邦联缔结停战协议。尽管停战使得食物运输立刻被允许进入城市，对其首都的占领和战争带来的灾难本身将对法国人口、德法关系和整个欧洲作为一个整体，带来长时间的冲击。法国在战争中的失败直接导致了胜利的北德意志邦联的统一（此时南德各邦国仍处于独立状态）和德意志帝国的宣告成立，與此同時，不满的、激进化的巴黎群众控制巴黎并建立了共產主義性質的巴黎公社。

## 背景
随着色当的投降，普鲁士军队及其盟友向法国北部挺进，围攻巴黎。9月3日下午，消息传到首都。在议会的一次夜间会议上，朱尔·法夫尔提出了一项动议，宣布拿破仑三世下台。9月4日，人群和国民警卫队入侵波旁宫，要求推翻帝国。当欧热妮皇后和八里桥伯爵流亡时，朱尔·法夫尔将共和倾向的议员带到市政厅，并成立了国防政府。巴黎总督特罗胥将军被任命为总统，并为资产阶级共和党人击败革命者（红军）的运动提供军队担保。
特罗胥和法夫尔的官方公告表明了对入侵者的过度抵抗。特罗胥选择将维诺瓦的40,000人军队带到首都，这可能是出于政治而非军事考虑。因此，在共和国宣布成立后的几周内，普鲁士军队及其盟友继续在没有太多反抗的情况下向该领土推进。由于政府选择留在巴黎，一个代表团被派往图尔，在司法部长阿道夫·克雷米厄（Adolphe Crémieux）的命令下，在格莱·比祖安（Glais Bizoin）和福里雄上将的陪同下协调各省的行动。9月15日，阿道夫·梯也尔（Adolphe Thiers）被授权并被派往欧洲各国首都寻求支持，希望对普鲁士的要求施加压力，这将证明是徒劳的。

## 防御工事和部队

### 防御工事

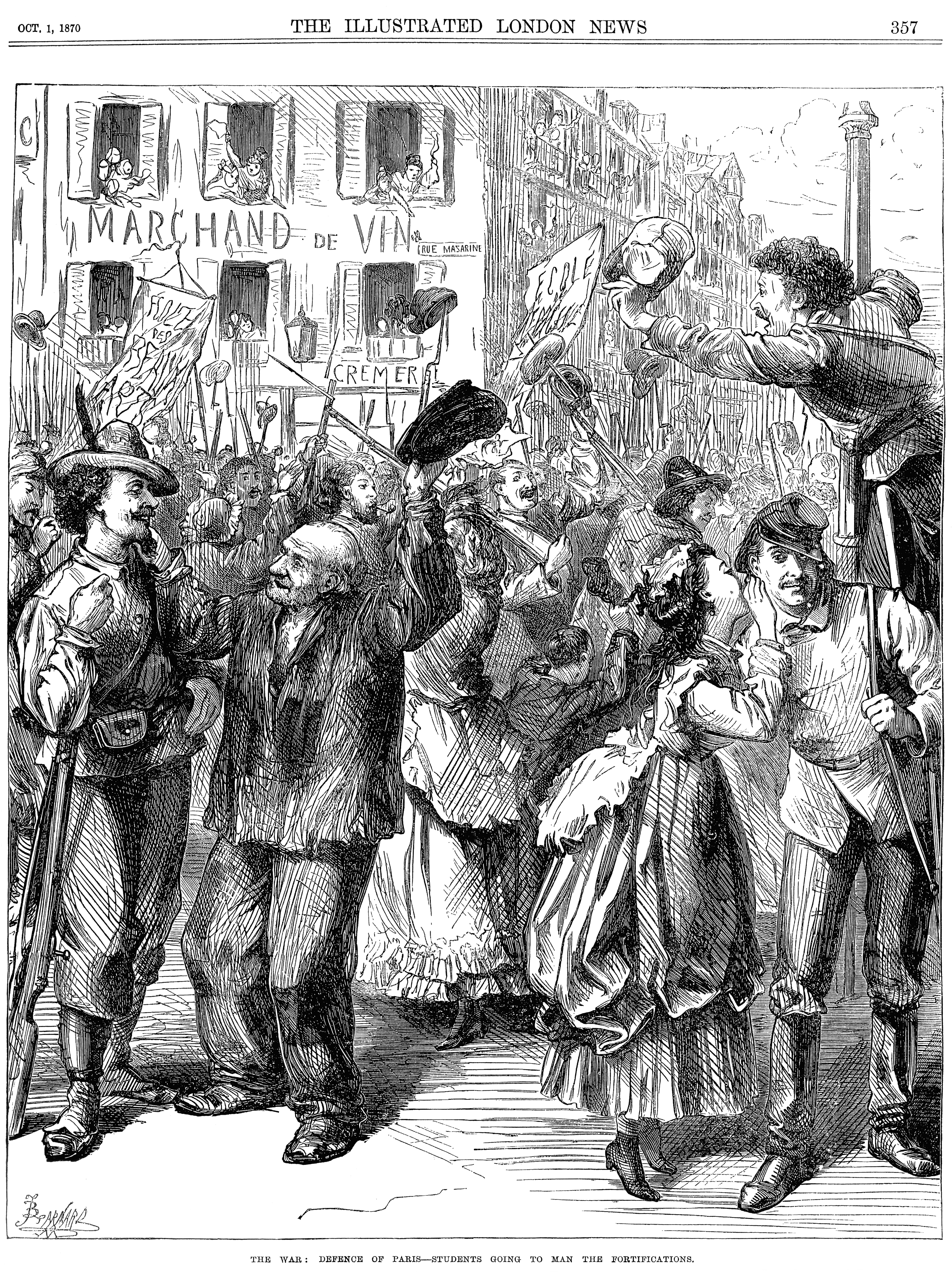
巴黎防卫战——学生们前往驻守防御工事，出自伦敦新闻画报，1870年10月1日版

自1840年以来，在梯也尔政府的倡议下，巴黎一直是一座设防城市，周围环绕着一系列堡垒和防御工事。这套防御工事由一道连续的围墙组成，围墙上有大门，由94个堡垒和一条护城河加固。旧的普通农民墙和围墙之间的空间人口稀少，仍然在围墙内的村庄之间留下农场。
在外部，为了覆盖这些通道，建造了15座堡垒：
- 在北部，拉布里舍、双王冠；东部部分在圣但尼周围。
- 东面是奥贝维利耶、罗曼维尔、努瓦西、罗斯尼、诺让和万塞讷。
- 在南部，沙朗顿、伊弗里、比塞特尔、蒙特鲁日、旺维和伊希的堡垒。
- 西面是瓦雷里安山。

修建了额外的结构（堡垒），以提供连续的外部防线，但其中一些结构尚未完工。其中六个堡垒迅速武装起来，包括北部的让讷维里耶堡垒、南部的克雷泰尔堡垒、萨凯磨坊堡垒和上布吕耶尔堡垒。
巴黎防御工事的城墙周长34公里，分为九个区域，每个区域由海军高级军官或将军指挥。这些防御工事在1870年没有武器或维护，现在只是一条授予线。战争一宣战，特别是从8月中旬开始，防御工事就得到了紧急修复和准备，3000多门重型火炮被遣返（主要来自武库和大西洋海岸）。1870年9月4日后，国防政府用一切可用手段武装防御工事。在巴黎，在卢浮宫等地设立了武器车间。右岸有六个区，左岸有三个区。在军事区域，房屋被夷为平地，路障被竖起，装甲掩体被挖掘。陆军在其默东车间组装了一门67型现代火炮。虽然首都被围困，巴黎市中心的生产仍在继续，据估计，最终生产了大约200台。它们是复合武器，由青铜制成，但也由钢制成，可以通过重建机车车轴来回收。他们被称为“特罗胥之炮”。法国投降后，德军没收了其中33台，但卢瓦尔河的部队也收回了一部分。
1870年9月，巴黎的防御由94个堡垒组成，左岸有6个堡垒，右岸有8个堡垒，圣但尼有3个堡垒。

### 法国部队
在法国方面，巴黎的防御有22万人立即可用，但战斗价值观非常不同。
一方面是坚定的老团；80,000名士兵（第十三军团第34和第35步兵团，由维诺瓦将军指挥），14,000名炮兵水手，由海军上将拉隆西埃·勒努里指挥，20,000名特种部队（火车、宪兵、海关……）。
还有一些法兰克军团或狙击手团体，他们被招募从事通常使用火器的职业，他们在堡垒线前进行干预，如塞纳河侦察员和敌情侦察员。这是许多居住在巴黎的外国人展示他们对法语的热爱并捍卫他们居住城市的机会：法国之友军团由300多名外国人组成，包括比利时人、瑞士人、波兰人、英国人和捷克人。
另一方面，流动国民警卫队主要在各省组建，由10万名管理不善、训练不足的男子组成。266个固定国民警卫队营的兵力涉及30万全副武装的巴黎人（包括资产阶级和工人），没有纪律，并选举自己的军官。在这些部队中，有些部队无法承受火焰，如考萨德师或国民警卫队的一些营。另一方面，许多国民警卫队成员由于其年龄、职业习惯和身体能力，无法迅速进行必要的演习，以支持必须进行的战役。
总的来说，有超过40万人随时准备保卫巴黎，但其中只有不到四分之一的人受过军事训练。

### 普鲁士（德国）部队
从9月20日起，两支德军在他们的营地安顿下来，加固了几个村庄，并封锁了街道和房屋。然而，这些临时堡垒提供了非常严重的阻碍，因为它们允许德军在每次被围困者的攻击中，通过建立良好的通信和即时的军事电报等待增援。
封锁由三条警戒线建立，在发生战斗时迅速集中，封锁线变得更加密集。这样，毛奇最多有16万至18万名士兵，他确信法国巴黎司令部不敢冒在同一地点持续袭击的风险，因为害怕在开阔的乡村投降，他能够包围一座拥有200万居民的城市，并由40万人保卫，其中15万人可以在同一地点行动。他甚至多次鼓起勇气，向北方和西方派遣相对庞大的部队。

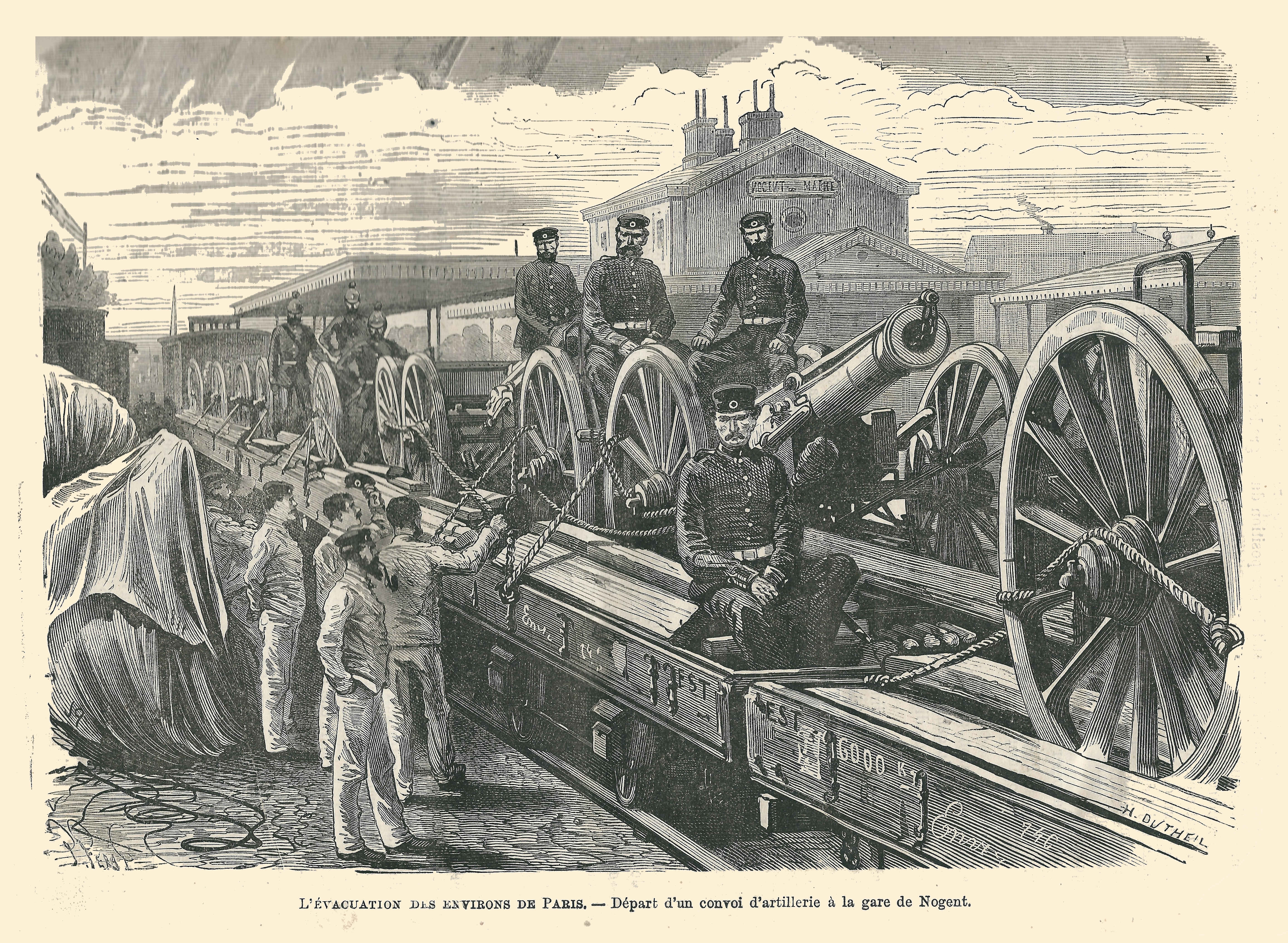
1871年位于马恩河畔诺让火车站的德国重炮部队

在围攻开始时，德军有15万人，但随着其他围攻部队（梅斯、图勒、斯特拉斯堡）的增援，这一数字将增加到40万人。重炮的运输直到11月底才开始，一旦控制了铁路轴线。
俾斯麦和毛奇决定避免在街垒战中暴露他们的军队。他们希望通过疲倦和饥饿来获得巴黎的投降，因此他们将满足于拒绝任何突破的尝试。在首都周围10公里半径范围内，德国人建立了营地，但谨慎地不发动袭击。在普鲁士人的操控下，由于无所作为而士气低落，巴黎人只试图对普鲁士人进行几次出击，这导致失败和严重的生命损失。德国司令部驻扎在凡尔赛。

## 包围
法国军队的失败从未被预想过。因此正是在匆忙中，巴黎市开始处于防御状态。在巴黎围城似乎不可避免的时候，政府正在进行巨大的防御工作，这将在几周内使一座被认为无法自卫的城市成为一个真正坚不可摧的地方。军事工程、炮兵和公共工程部作为工程和炮兵的辅助机构参加了。
连续的围墙分为九个部分，其中一些防御工事尚未完工，如蒙特勒图和沙蒂永的高地，然后被到位的部队放弃。这些放弃对法国人来说是代价高昂的。事实上，正是在沙蒂永高原上，普鲁士人安装重炮，并摧毁堡垒和首都。为了尽可能阻止普鲁士人向巴黎进军，古斯塔夫·科斯特·德·尚佩隆将军和让·亨利·雷约将军指挥的八个骑兵团被派往莫城骚扰敌人。

### 首次会面
朱尔·法夫尔要求接受奥托·冯·俾斯麦的会面，会面于9月19日和20日在费里耶尔（Ferrières）进行，迪克罗说服持怀疑态度的特罗胥从普鲁士手中夺回沙蒂永堡垒。因为手段不足，迪克罗必须在19日下午按照特罗胥的正式命令撤退。这一双重事件已经表明政府可能存在双重游戏。

## 军事行动

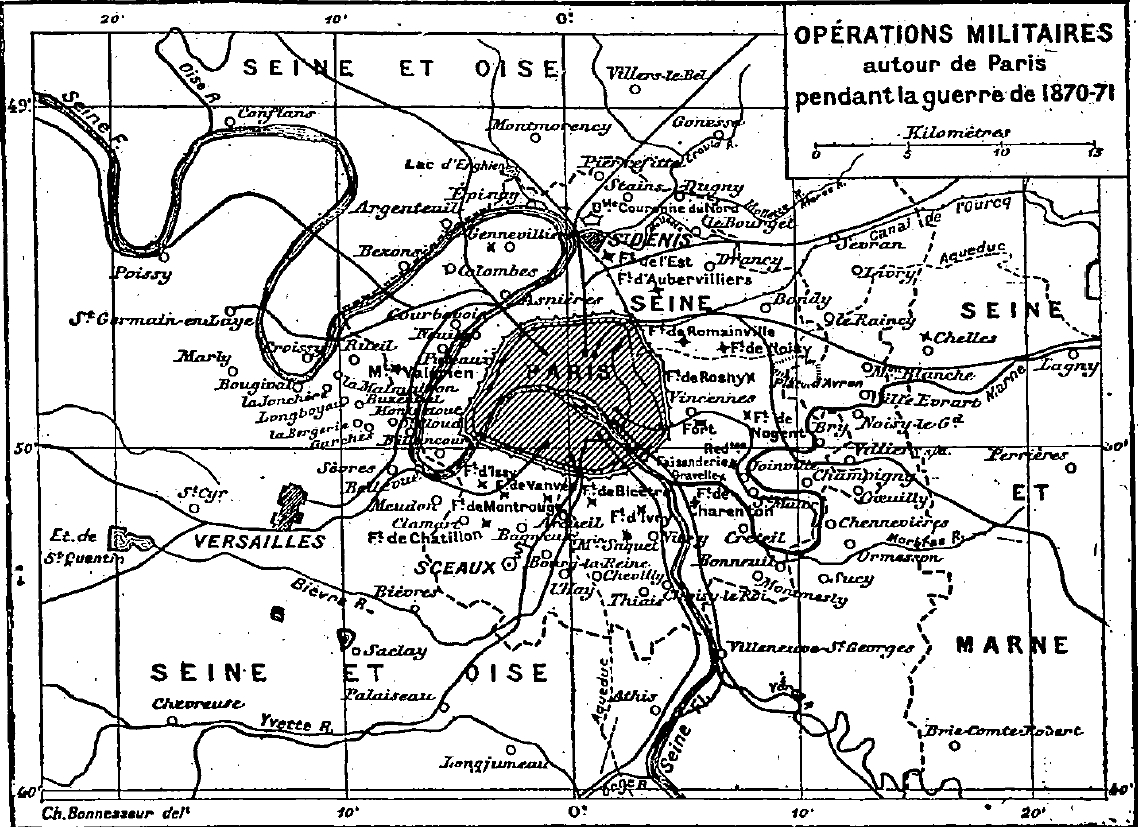
围城期间巴黎周围的军事行动地图

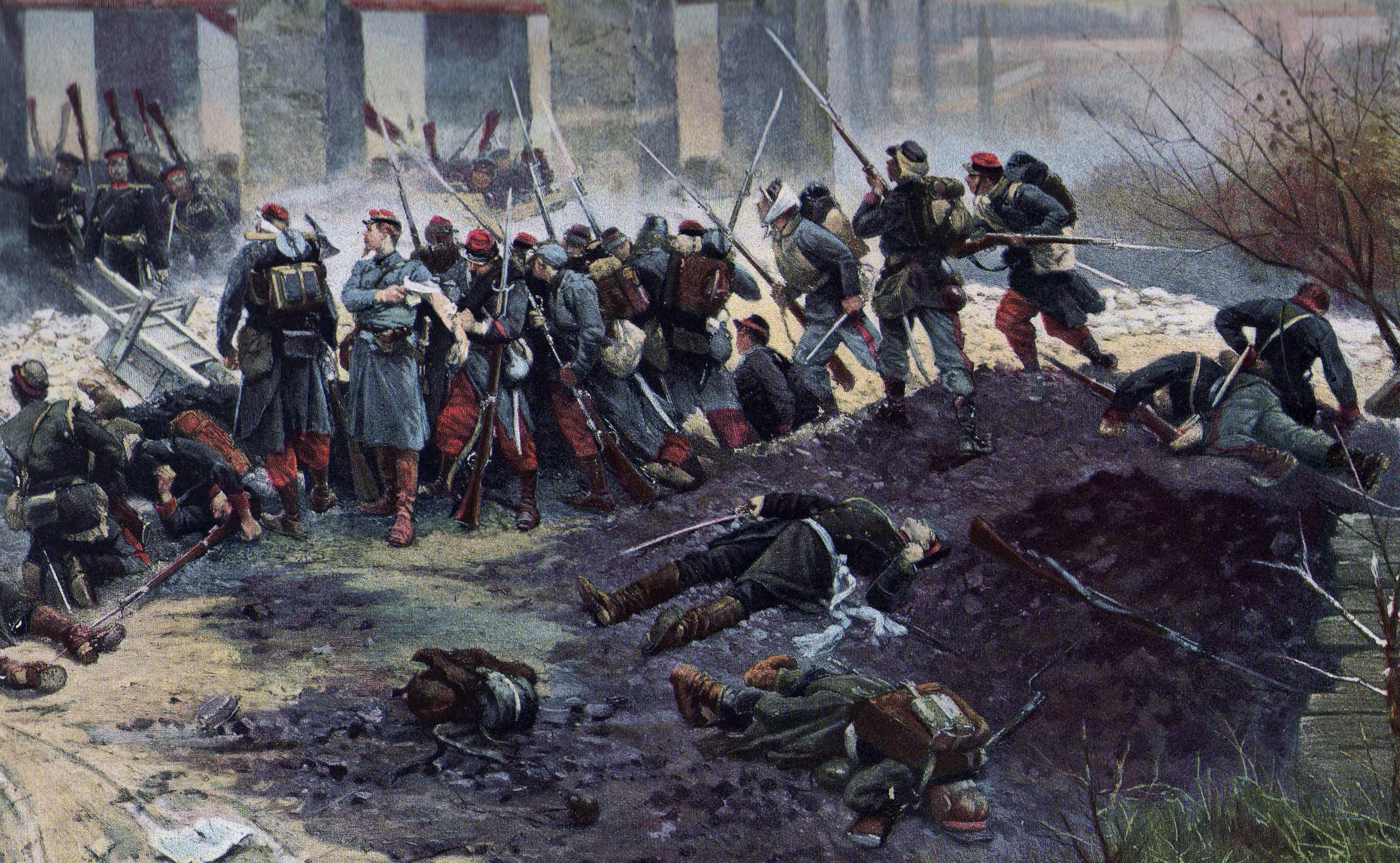
尚皮尼战役中的法军部队

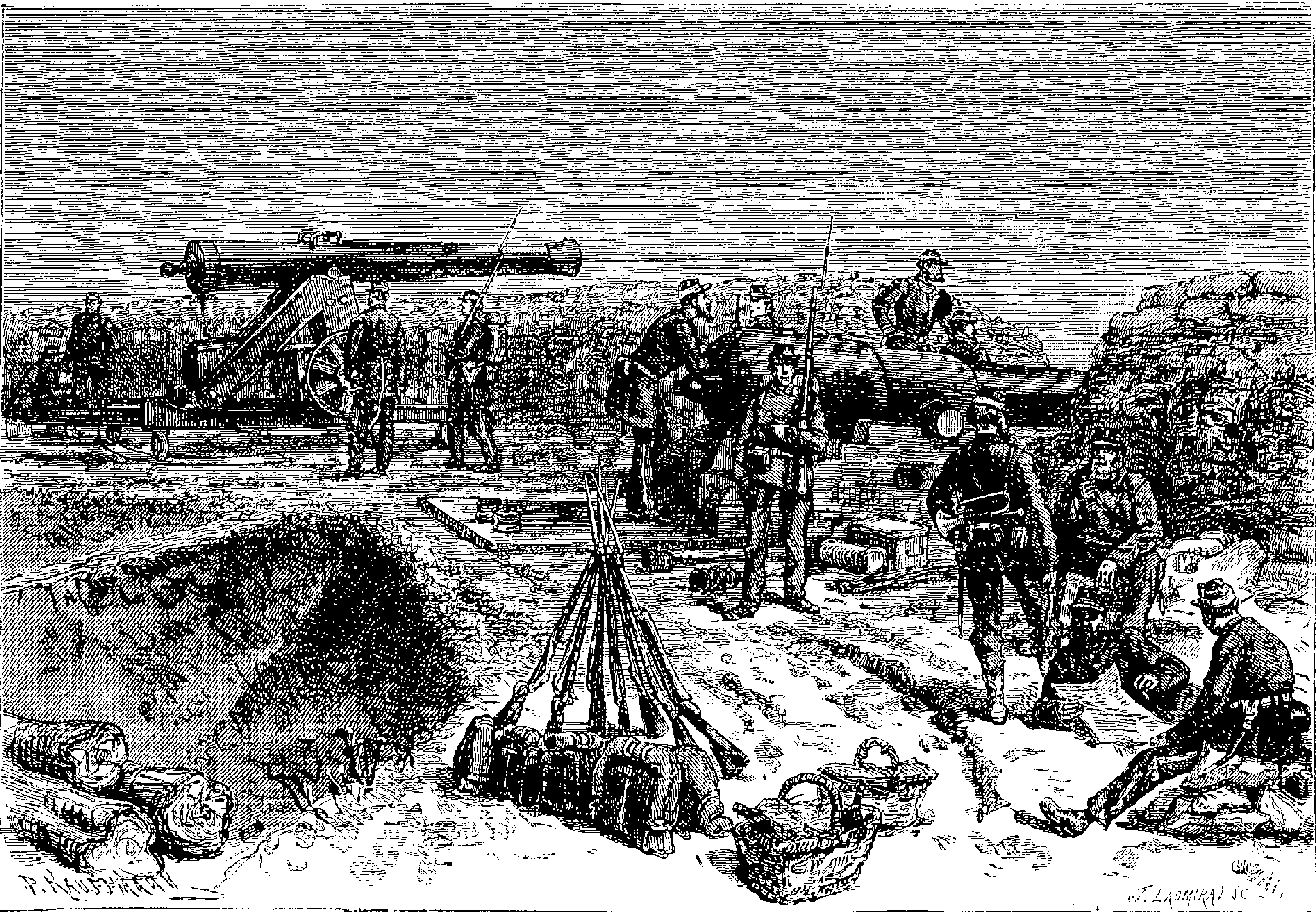
巴黎围城战中国民警卫队使用的大炮

- 9月17日至19日：蒙梅斯利战役，第一次沙蒂永战役，包围巴黎。

普鲁士军队从沙勒维尔-梅济耶尔分两个纵队向巴黎进发，一个纵队穿过布里河，穿过塞纳河到达圣乔治新城和科尔贝伊，另一个纵队则穿过埃库昂和蓬图瓦兹。
9月17日，国防军和德国第三集团军先锋队在蒙梅斯利进行了第一次战斗。巴黎周围到处都有乌兰的存在。在色当取得胜利的第一集团军和第三集团军的先锋队分别在毛奇元帅和普鲁士亲王的指挥下向巴黎东部和南部移动。
9月18日晚上，凡尔赛被包围，9月19日凌晨，在没有战斗的情况下进行投降。9月19日下午，包括俾斯麦在内的普鲁士最高指挥部在布里地区费里耶尔城堡（Château de Ferrière en Brie）的罗斯柴尔德家族（Rothschild）府邸。事实上，在9月18日星期日的白天，巴黎被南部、西部和北部三个方向包围。9月18日下午，巴黎和该省之间的最后通信中断。
9月19日，法国军队试图避免全面封锁，并保留克拉马和沙蒂永的防御工程。在迪克罗将军的指挥下，45000人分为两翼：一支在巴涅和蒙鲁日之间，另一支在以沙蒂永堡垒为中心的克拉马和默东森林。左翼部队在巴伐利亚第二军团的攻击下放弃了巴涅。下午，德军（普鲁士第五军团）炮击了通往沙蒂永的道路和仍在建设中的防御堡垒。这个地方很快缺少立足点，撤退的钟声响起。人们在恐慌中撤退到巴黎，其中一些人逃跑了。德国拿下该处是法国防御的失败，这给了他们一个战略制高点。他们将能在1870年12月和1871年1月轰炸巴黎。
在第一次沙蒂永战役之后，对巴黎和外部堡垒的包围于9月19日晚完成。德军基本驻扎在半径10至12公里的范围内，长警戒线延伸约100公里。这是“巴黎围城战”的第一天。
- 9月22日：维勒瑞夫高地被法军夺回，尽管遭到德国炮火的反击，但仍然守住了。

- 9月30日：对舍维伊和蒂艾的侦察，尽管预备队没有承诺继续前进，但在德国增援部队到达之前，撤退钟响起。

- 10月7日：莱昂·甘必大乘坐阿尔芒·巴贝斯气球离开巴黎。他加入了撤退到图尔的政府。

- 10月9日：马尔迈松和舍维伊战斗。

- 10月13日：第二次沙蒂隆战役（克拉马和巴涅之间的攻势，以夺回克拉马高地）：在丰特奈欧罗斯和克拉马的战斗中，沙蒂永的房屋被一个接一个地夺回。尽管法军方面取得了成功，损失很小，但仍然敲响了撤退钟。共和国军队控制的瓦雷里安山（Mont Valérien）的大炮轰炸圣克卢，随后烧毁了圣克卢城堡。

- 10月21日：第一次比藏瓦勒战役。在这一突破尝试中，法国军队到达了圣屈屈法和马尔迈松。被推挤的德国人正考虑从凡尔赛撤出总参谋部。然后普鲁士的反攻击退了法军，撤退钟响起。10月22日，比藏瓦勒村的居民被罚款，其中18人因帮助法国军队而被带到战争委员会，两人被驱逐到德国，另外三人在居民面前被枪杀。该村随后立即被德国人清理。

- 10月28日至30日：第一次勒布尔热战役。一度获胜的法军被困在勒布尔热村，该村被普鲁士军队挨家挨户夺回。10月30日上午11时30分左右，由于缺乏弹药，最后一支法军方队撤退到教堂并投降。在这场战斗中，指挥官欧内斯特·巴罗什丧生。

- 10月30日：阿道夫·梯也尔带着普鲁士的安全通行证返回巴黎——与政府讨论停战条款。

- 10月31日：革命日和宣布公社的尝试。

- 11月3日：支持政府的公民投票，要求巴黎人民支持。它得到了支持（超过32万平民和236,000名士兵投票支持它，而52,000平民和9,000士兵选择不支持它）。

- 11月5日：选举巴黎20个区的区长。

- 11月30日至12月3日：大进击-或尚皮尼战役：法军从尚皮尼试图向东突破马恩河环路，希望跟卢瓦尔河军团会合，他们正向枫丹白露进军。

进攻由迪克罗将军向马恩河环路的阿夫隆高地发起。第二天，12月1日，迪克罗要求部队暂停，这让当时被挤压的普鲁士人大吃一惊。这一挫折使他们能够获得必要的增援，以便在12月2日进行反击。
- 12月21日：污渍战役——第二次勒布尔热战役：由迪克罗将军在-14°C的温度下进行，进攻于第二天停止。

- 12月27日：德军开始轰炸堡垒，首先从东部，然后从南部。这座城市随后遭到系统性轰炸，直到1月，从沙蒂永高地开始，德军从“比雷塔”调整射击。12月27日，阿夫隆高地以及诺瓦齐、诺让和罗斯尼的要塞遭到炮击。12月29日，法国炮兵撤离了阿夫隆高地，以避免大炮被敌人俘获。1月4日，包括蒙特勒伊和邦迪在内的东部堡垒遭到炮击。

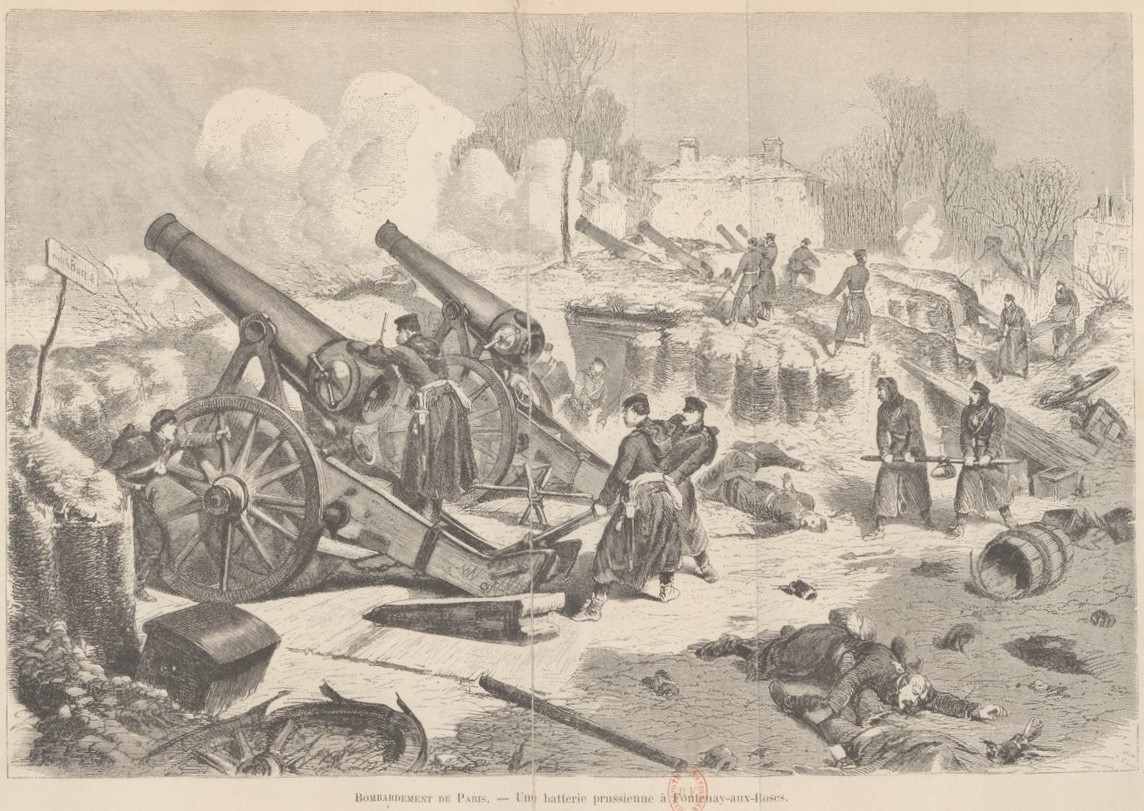
丰特奈欧罗斯的普军炮兵阵地，1871年1月

- 1月5日：普鲁士炮台在默东、圣克卢和布洛涅部署了新的克虏伯炮。位于克拉马、沙蒂永、莱和丰特奈欧罗斯高地的炮弹射程为8公里，开始轰炸巴黎：第一批炮弹落在拉朗德街、达盖尔街、达萨斯街、帝皇大道、蒙帕纳斯公墓和卢森堡区。1月5日至6日夜间，轰炸变得暴力，影响了先贤祠区、圣宠谷区和拉丁区。1月6日至7日晚，格雷内尔区和天文台区受到影响。1月7日，奥特伊高架桥成为目标，荣军院被改造成医院。1月9日，500枚炮弹落在卢森堡花园及其周围。1月12日，萨尔佩特里埃医院成为袭击目标，尽管有1864年《日内瓦公约》和屋顶上的红十字旗帜作为保护性标识[13]。1月5日至18日期间，蒙鲁日、旺沃和伊西的堡垒几乎被摧毁，首都本身在马约门一侧以及奥尔良门和圣克卢门之间受到严重影响，塞纳河左岸的所有地区也是如此。

- 1月7日：在20个区中央委员会的倡议下，张贴了一张红色海报，展示了儒勒·瓦莱斯的风格。这是对政府惰性的起诉[14]。

- 1月19日：最后一次尝试-第二次比藏瓦勒和蒙特勒图战役（吕埃）。在瓦雷里安山的掩护下，部队（90,000人，分为三列）再次向圣屈屈法和加尔什推进；普军的反攻摧毁了加尔什村。

- 1月22日：大规模示威被镇压。

- 1月28日：停战协定和当天晚上8点40分停火。

## 城内生活
巴黎与法国其他地区隔绝，经历了异常寒冷的冬季（12月达到-12°C），而德国的轰炸从1871年1月开始加剧了局势。

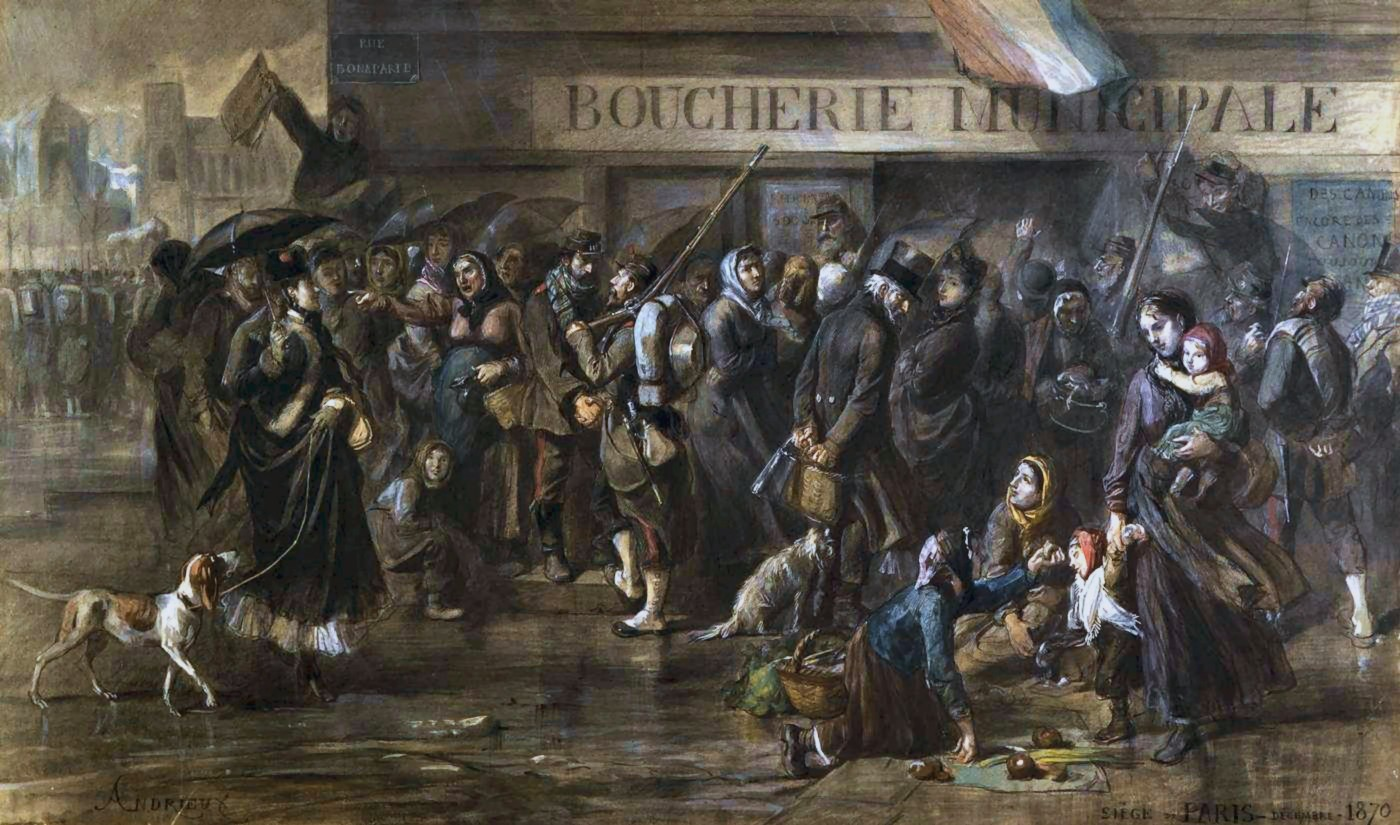
在肉食店前的排队，克莱蒙-奥古斯特·昂德里约画作

食品配给组织得很晚，在食品店前排队，很容易受到冲击。当时巴黎人几乎每天都在食用肉类，从10月初开始组织。肉类、罐头食品、面包和食品价格飙升。面包师出售成分不明的黑面包。资产阶级开始屠宰马匹，在此之前，穷人是马的唯一消费者。人们甚至吃猫、狗和老鼠。在人口的富裕边缘（私人或豪华餐厅），当植物园里的动物被牺牲时，羚羊、骆驼、狼、长颈鹿、袋鼠和大象被提供出来作为食物。1870年12月25日，巴黎一家医院的一名实习生阿尔西比亚德·臧比安奇在给母亲的信中写道：“我吃了所有的东西，马、骡子、猫、狗、老鼠，发现一切都很好。我向自己保证（……）我会让你吃到非常好的水鼠沙米……”。11月30日，轮到卡斯特和波卢克斯（Castor and Pollux）被射杀，这两头大象都是大多数巴黎人都知道的植物园（Jardin des Plantes）里的代表，屠夫以每磅40法郎的价格出售优质大象鼻子。这同样适用于气候适应园里的动物。
1870年12月30日，维克多·雨果在《目击录》中指出：“我们甚至不再吃马了。也许是狗？也许是老鼠？我开始胃痛了。我们吃未知的东西。”第二年1月18日，他说：“我把我们的黑面包撒在鸡身上。它们都不想要吃。”
居民们被剥夺了木材和煤炭，没有煤气，夜幕降临时街道陷入黑暗。这些剥夺主要影响到平民阶级，他们已经因停止经济活动而陷入贫困。死亡率在几个月内翻了一番（特别是由于感冒和营养不良引起的肺部疾病），但不会有真正的流行病；霍乱病例将仍然罕见。革命俱乐部正在成倍增加，在那里，人们讨论处于危险中的祖国，并重温1789-1793年的记忆。10月31日和1月22日，爆发了大规模示威，要求建立公社和疏散民众。这些示威受到压制。

## 对外通信

### 外省对巴黎的通信

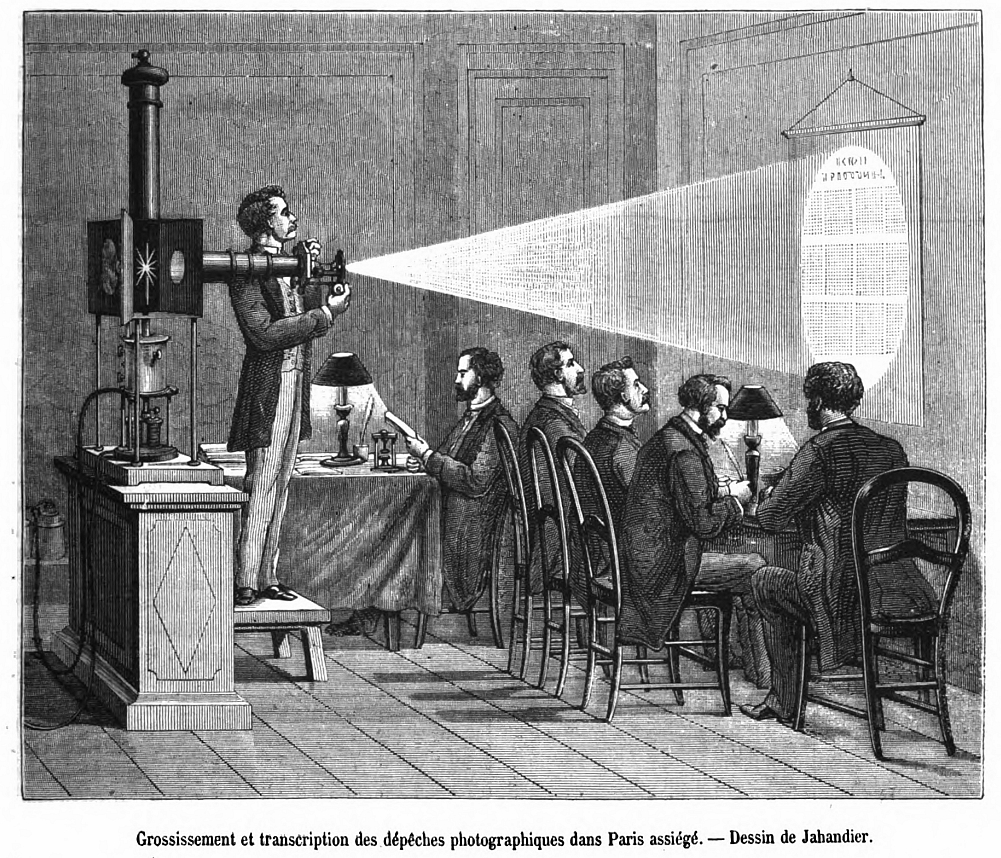
在被围困的巴黎放大和转录照片，出自1872年《美景杂志》插图

有人试图使用穆兰之球（以穆兰命名，该镇远离这类邮件所经历的战斗）。这些信件被放在紧密的金属球体中，沿着塞纳河的水流，由巴黎的网收集；但在围攻期间，由于普鲁士人自己也张了网，所以这些信件都没有到达，球大多被困在冰或植被中。后来发现了一些，数量很少，最后一次是在20世纪80年代。
穆兰之球看起来像是一个小玻璃球，有一个孔，通过这个孔可以引入讯息。这些球体看起来像水泡，小到足以穿过网的网格。但它容易冻结，所以会被卡在冰上。
人们设想将潜水员带到巴黎，他们将乘坐潜水艇进入塞纳河底部。潜水员乘坐气球离开城市，但这艘名为尚济将军号的气球，最终降落在巴伐利亚州。普鲁士人夺取了潜水服，并将其制成纪念品，在普鲁士展出。
邮政管理局建议使用带着项圈的狗作为信息传递者。1870年1月，费德尔贝将军号气球将它们送往各省，但没有一只狗返回巴黎。
最安全和最便宜的方法是使用信鸽。火棉胶胶片上的缩微胶片可以包含40000条信息。德国人从德国带来了猎鹰来对抗这些信使。鸽子带着气球离开巴黎，然后带着信息到达城市。许多鸽子没有到达目的地。巴黎证券交易所在整个巴黎围城期间保持开放。

### 巴黎对外省的通信
对于巴黎和外省之间的通信，使用了各种系统：

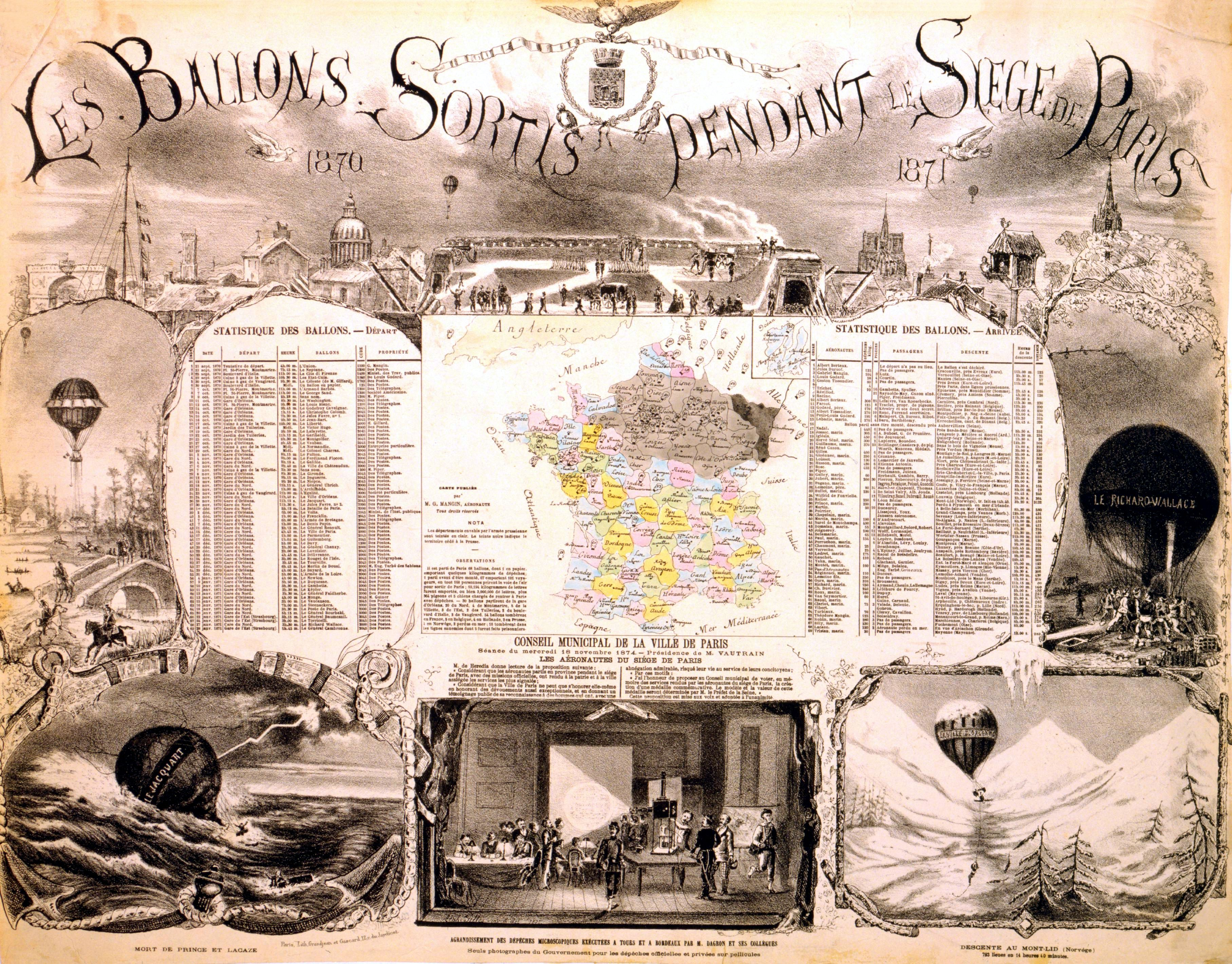
巴黎围城期间送出的热气球

- 许多信鸽是从鲁贝和图尔昆带来的，这两个当时重要的工业城市允许向这些城市发送邮件。
- 薄膜热气球，上面挂着信息（后者被称为格拉维利耶，以他们升空所在的第三区格拉维利耶街命名）。
- 在保罗·德山的指导下，试图通过塞纳河传输电流，但没有具体结果。然而，这一经历导致后来的无线电波发射。
- 在巴黎围攻之前，安装了两条电报电缆，一条通往塞纳河床上的鲁昂，但普鲁士军队在两名居民的轻率举动下发现了这条电缆：他们疏浚了圣日耳曼昂莱和布日瓦勒之间的塞纳河，重新铺设电缆并将其切断。另一座被炸毁的桥在无意中切断。
- 在纳达尔的倡议下，人员运输将通过热气球进行。第一个起飞的是9月24日的海王星号，朱尔斯·迪吕沃夫在气球上。它们充满了照明气体。一些人抵达挪威、德国或坠入大西洋，但大多数人在各省平安着陆。在围攻期间，65个气球载着164名乘客、381只鸽子、5只狗和大约200万至300万封信。10月7日上午11点，莱昂·甘必大乘坐阿尔芒·巴贝斯号起飞。他于下午3点降落在法维耶尔森林（瓦兹省），并于10月9日穿过蒙迪迪耶和鲁昂加入图尔代表团。他被赋予了战争和内政部的权力，他将部署一种不同寻常的能量来组织省级军队。

## 围城的结束
1871年1月28日晚上8时40分签署停火协议后，和平谈判于2月继续进行。德军将于3月1日至3日从梯也尔处获得香榭丽舍大街的象征性占领权。国民议会迁至凡尔赛宫，以避免巴黎机动卫队在准叛乱状态下的压力。最后，3月18日导致建立巴黎公社，并由正规军发动第二次围攻城中的叛乱者。
1871年2月，维克多·雨果说：“巴黎既是防御的受害者，也是进攻的受害者。”

## 相关作品
- 阿尔封斯·都德，《小间谍》（1873年《星期一故事集》）
- 埃米尔·左拉，《崩溃》（1892）。
- 穆罕默德·布日德拉，长廊总监（2002）。
- 埃尔维·朱贝尔，《白色或地狱的三重约束》（2005）。
- 莉莉安娜·科尔布，《无国界的时间》（1989）
- 罗伯特·钱伯斯，《第一枚炮弹落下》（1895年《黄衣之王》）。

### 现场见证
- 儒尔·克拉雷蒂——Paris assiégé. Journal 1870-1871.
- 埃德蒙·德绍姆,——La France moderne : journal d'un lycéen de 14 ans pendant le siège de Paris (1870-1871)
- 阿兰·弗雷雷让和卡莱尔·罗莱尔——Le Siège et la Commune de Paris. Acteurs et témoins racontent. 1870-1871, L'Archipel, 2020.
- 雅克-亨利·帕拉迪,——Journal du siège de Paris, septembre 1870 - janvier 1871, 1re édition 1872 ; rééd. Éditions Tallandier, coll. « Texto », 2008 (ISBN 978-2-84734-519-3).这是一个“巴黎资产阶级”的丰富见证，他称自己为围困事件的日常见证。
- 让-弗朗索瓦·勒凯龙,——Le Siège de Paris en 1870. Récits de témoins, Bernard Giovanangeli Éditeur, 2005.
- 阿德里安·芒蒂安——Adrien Mentienne, Souvenirs du Siège de Paris et des Batailles de la Marne en 1870.
- 弗朗西斯·韦:——Chronique du siège de Paris, 1870-1871

### 历史研究
- 热罗姆·巴科南——Paris 1870-1871, l'année terrible, coll. « Mémoire en images », éditions Alan Sutton, 2007 (ISBN 978-2-84910-705-8).一本图文并茂的书，按时间顺序总结了整体进程。
- 阿尔弗雷德·柯林——La Prodigieuse Histoire de la Bourse, Société d'éditions économiques et financières, 1949.
- 特奥多尔·丰塔纳——（德语） Der Krieg gegen Frankreich 1870–1871. 3 Bände. Verlag der Königlichen Geheimen Ober-Hofbuchdruckerei, Berlin 1873–1876. (Nachdruck : Verlag Rockstuhl, Bad Langensalza 2004, 第一部 (ISBN 3-937135-25-1), 第二部 (ISBN 3-937135-26-X) 第三部 (ISBN 3-937135-27-8)).
- 扬·甘舍夫，奥拉夫·哈塞尔霍斯特，迈克·翁采特——（德语）Der Deutsch-Französische Krieg 1870/71. Vorgeschichte – Verlauf – Folgen. Ares-Verlag (de), Graz, 2009 (ISBN 978-3-902475-69-5).
- 贝尔纳德·吉奥瓦纳格利和其他——1870, Les soldats et leurs batailles, coédition Bernard Giovanangeli éditeur – ministère de la Défense, 2006 (ISBN 2-909034-95-X).
- 让-克劳德·莱特雷——La fabuleuse histoire des boules et ballons de la délivrance : « Les transmissions du courrier pendant le siège de Paris, guerre de 1870 – 1871 », Éditions Aramis, 2006, 20 bis chemin du Pessay, 74940, Annecy-le-Vieux.
- 让-克劳德·莱特雷——Mémoire d'une guerre oubliée et de son historire postale，Siège de Paris 1870-1871，阿拉米斯版，2010年，20 bis chemin du Pessay 74940 Annecy le Vieux。
- 弗雷德里克·穆尼耶——Le Siège de Paris. Une histoire française, 1870-1871. Quand le peuple voulait la guerre, Cerf, 2021.
- 蒂波·蒙巴泽——Une année terrible. Histoire biographique du siège de Paris 1870-1871, Passés Composés, 2022.
- 让·洛佩兹——Le siège de Paris (1870-1871), Guerres & Histoire, juin 2020, p. 18 (ISSN 2115-967X).
- 弗朗索瓦·罗特——La Guerre de 70, Fayard, Paris, 1990 (平装本再版).
- 皮埃尔·勒奥特库尔——Histoire de la guerre de 1870-1871.  2, 6 : Chatillon, Chevilly, La Malmaison (7 août-27 octobre 1870)  2, 7 : Le Bourget, Champigny (28 octobre- 3 décembre 1870)  2, 8  : Buzenval, la capitulation (4 décembre 1870-29 janvier 1871)